# René Olivarez
René Alex Olivarez Cortés (Andacollo, Chile, 3 de marzo de 1972) es un político de Amplitud desde 2014. Fue consejero regional de Coquimbo por la Provincia de Elqui desde 2009 hasta 2014.

## Actividad profesional
Estudia Derecho en la Universidad del Mar, sede La Serena. Participó en diversas iniciativas de carácter comunitario, como el diseño del canal local de televisión, el programa de capacitación para dirigentes sociales y la articulación de apoyo para niños y jóvenes.

## Actividad política
En 2005 ingresó a Renovación Nacional, siendo su primera vinculación al servicio público con la fallecida exalcaldesa Marcelina Cortés, trabajando en las áreas de diseño y ejecución de proyectos culturales y productivos de la comuna de Andacollo.
Consejero regional de Coquimbo (2009-) tiene el cargo de Presidente de la Comisión de Medioambiente, Minería y Energía. 
Fue candidato de la Alianza a la primera elección de consejeros regionales que se realizará por voto directo en conjunto con las parlamentarias y presidenciales el 17 de noviembre de 2013, no resultando elegido.
En marzo de 2014 renunció a Renovación Nacional para sumarse al movimiento político Amplitud.